# Wunda (cratera)

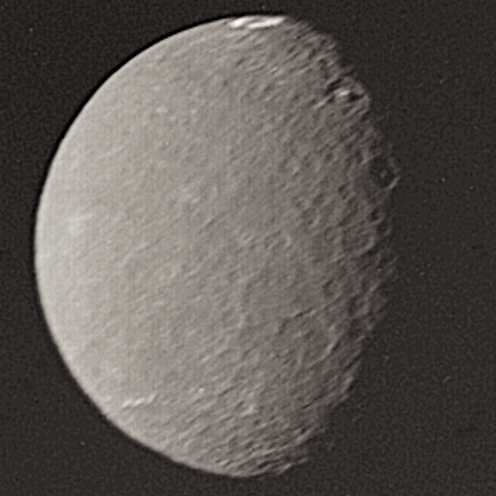
Wunda é a mancha brilhante no topo desta imagem de Umbriel tirada pela sonda Voyager 2. O polo sul está à esquerda, com o equador correndo próximo ao terminador.

Wunda é uma grande cratera de impacto na superfície de Umbriel, um dos cinco grandes satélites de Urano. Tem um diâmetro de 131 km e está localizada perto do equador de Umbriel. A cratera recebeu o nome de Wunda, um espírito sombrio na mitologia dos aborígenes australianos.
Wunda possui uma proeminente formação de albedo no seu fundo, que tem a forma de um anel de material brilhante com pelo menos 10 km de espessura radial. A razão de seu alto albedo, que se destaca da superfície escura da lua como um todo, é desconhecida. Já foi proposto que essa formação é um depósito de gelo de dióxido de carbono.